# Lovecký zámeček Rohanů
Rohanský lovecký zámeček je romantická budova v Lomnici nad Popelkou. Je chráněna jako kulturní památka.

## Historie
Obora v Lomnici nad Popelkou je doložena již v 16. století, kdy ji založili lomničtí Valdštejnové. Největší slávy se ale dočkala během majitelů panství Rohanů, kdy byla dostavěna Alainova věž, Alainův kříž či Oborský rybník. Lovecký zámeček byl vystavěn na místě bývalé myslivny v letech 1864 až 1868 stavitelem Josefem Pruvotem. Stavbu zadal kníže Karel Rohan. Řezbářské práce jsou pak připisovány dílně Petra Buška z Husy u Sychrova. Zámeček byl využíván zejména k podzimním lovům.
3. dubna 1899 započala dostavba přístavby, která skončila 15. května 1900. Roku 1936 byl zámeček znovu omítnut a došlo k nátěrům dveří a oken, přičemž dozor nad prácemi vykonával architekt Václav Frýda z Jilemnice. Po druhé světové válce byl zámeček na základě Benešových dekretů zkonfiskován a převzaly jej do správy státní lesy. K dalším úpravám zámečku došlo v letech 1952 až 1953 a 1964 až 1966, kdy byly upraveny bytové jednotky a opravena střecha. Po sametové revoluci spadl zámeček do rukou Lesů ČR. V roce 2010 pak zámeček odkoupilo město Lomnice nad Popelkou.
V prosinci 2012 byl objekt prohlášen za kulturní památku.

## Popis
Zámeček je postaven podle švýcarské alpské architektury. Budova je dvoupodlažní se sedlovou střechou. Na budově se pak nachází bohatá dřevěná výzdoba. Na západním průčelí nalezneme pavlač. Nad vstupem je pak dochován litinový erb rodu Rohanů. Dochovaná jsou i původní komínová tělesa s tvarovanými hlavicemi.